# Neofreudisme
El terme neofreudisme s'ha utilitzat per a designar diferents corrents o variants de la psicoanàlisi. Els psiquiatres i psicòlegs «neofreudians» foren, d'una banda, un grup de teòrics nord-americans de mitjan segle xx, molt influenciats per Sigmund Freud, però que van estendre les seues teories, sovint en direccions socials, antropològiques o culturals. S'autodefiniren com "autors nord-americans que tractaren de reformular la teoria freudiana en termes sociològics i d'eliminar les seues connexions amb la biologia". El corrent neofreudià que s'estengué per Alemanya a partir de 1945 s'anomenà Neopsychoanalyse, i el psiquiatre alemany Harald Schultz-Hencke en fou un dels principals representants.

## Neofreudians
- Carl Jung.
- Erik Erikson.
- Karen Horney.
- Erich Fromm.

## Publicacions relacionades
- Thompson, Clara M. (1950). Psychoanalysis: Evolution and development. New York: Thomas Nelson & Sons.

- Mitchell, S. a., & Black M.J. (1995). Freud and beyond: a history of modern psychoanalytic thought. USA: Basic Books.